# 月隈出入口

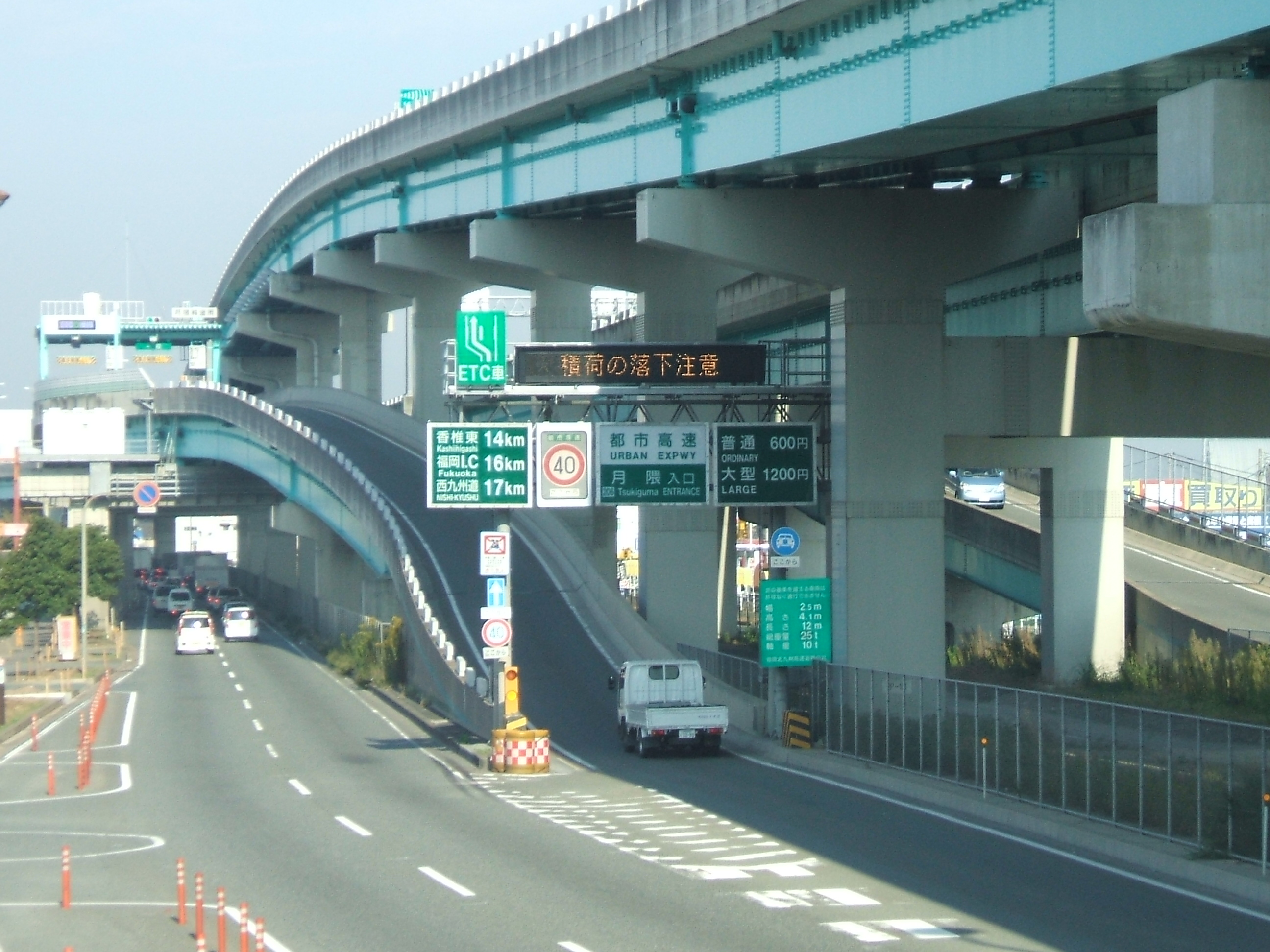
月隈入口

月隈出入口（つきぐまでいりぐち）は福岡県福岡市博多区にある福岡高速道路環状線の出入口である。1999年（平成11年）3月27日に当時の2号線（現在の環状線）と九州自動車道太宰府ICが接続した際、月隈北出入口から改称された。

## 接続する道路
- 国道3号福岡南バイパス

## 周辺
- 福岡空港
- 東平尾公園
- 博多の森球技場
- 博多の森陸上競技場
- 福岡県立総合プール
- 国道202号福岡外環状道路
- 福岡県道24号福岡東環状線

## 料金所

### 天神北・香椎方面
- ブース数：2
  - ETC専用：1
  - 一般：1

## 注意点
- ハーフインターチェンジであり、月隈入口から太宰府IC・月隈JCT・野芥出入口方面（南行き）へは行けない。

## 隣
福岡高速環状線
(205)半道橋出入口 - (206)月隈出入口 - 月隈JCT - (501)西月隈出入口